# ارنست ویلیام براون
 ارنست ویلیام براون (انگلیسی: Ernest William Brown؛ ۲۹ نوامبر ۱۸۶۶ – ۲۲ ژوئیهٔ ۱۹۳۸) یک دانشمند در زمینه ریاضیات و اخترشناسی اهل ایالات متحده آمریکا بود.
وی همچنین برنده جوایزی همچون مدال پادشاهی شده است.